# 1943 en Inde
Chronologie de l'Inde
- 1939
- 1940
- 1941
- 1942
- 1943
- 1944
- 1945
- 1946
- 1947

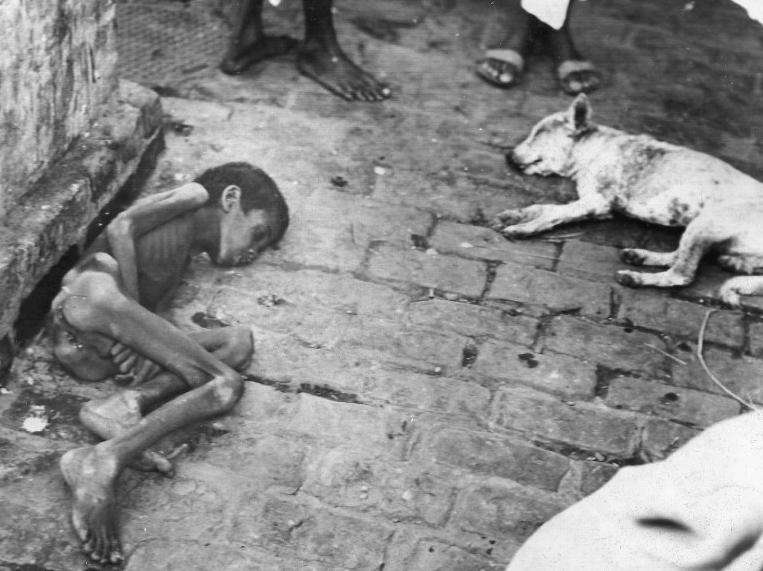
Famine au Bengale (1943-1944).

Cette page concerne les évènements survenus en 1943 en Inde  :

## Évènement
- Famine au Bengale (1943-1944) (bilan :  deux à quatre millions de morts en 1943).
- 10 février-3 mars : Gandhi entame une grève de la faim pour protester contre son emprisonnement.
- 9 mars : Opération Creek
- septembre : Début des inondations de Madras (en).
- 5 décembre : Les Japonais attaquent le port de Calcutta.
- 30 décembre : Subhas Chandra Bose met en place un gouvernement indien pro-japonais à Port Blair.

## Sortie de film
- Kismet

## Création
- Pont de Howrah
- Umaid Bhawan Palace

## Naissance
- Chavara Parukutty Amma (en), danseuse.
- Indira P. P. Bora (en), danseur.
- Biman Bihari Das (en), sculpteur.
- C. R. Omanakuttan (en), actrice.
- E. Harikumar (en), romancier.
- Ilayaraja, compositeur, scénariste et acteur.
- Anil Kakodkar (en), physicien nucléaire.
- Raghunath Anant Mashelkar (en), chimiste.
- Gita Mehta, écrivaine.
- Aarti Mukherjee (en), chanteuse.
- Pervez Musharraf, président du Pakistan.
- G. Madhavan Nair (en), scientifique de l'espace.
- C. R. Omanakuttan (en), écrivain.
- Amrita Patel (en), femme d'affaires.
- Y. S. Rajan (en), scientifique.
- Rayapati Sambasiva Rao (en), personnalité politique.
- Jitendra Jatashankar Rawal (en), astrophysicien.
- Pratibha Ray (en), écrivaine.
- K. Siva Reddy (en), poète.
- Abul Hasan Siddiqi (en), mathématicien.
- Tanuja, actrice.
- T. Thrivikraman (en), mathématicien.
- Manas Bihari Verma (en), scientifique aéronautique.
- L. Vijayalakshmi (en), actrice.

## Décès
- James Alexander (en), joueur de cricket.
- T. Ramaswamy Choudary (en), écrivain.
- Kushal Konwar (en), martyr du mouvement d'indépendance de l'Inde.
- Laxman Nayak (en), militant pour l'indépendance de l'Inde.
- S. Satyamurti (en), personnalité politique.
- Ganga Singh, maharadjah.
- Syed Sajjad Haider Yaldram (en), écrivain.